# Clerques
Clerques (niederländisch Klarke) ist eine französische Gemeinde mit 314 Einwohnern (Stand: 1. Januar 2022) im Département Pas-de-Calais in der Region Hauts-de-France. Sie gehört zum Arrondissement Saint-Omer und zum Kanton Lumbres.

## Geographie
Die Gemeinde Clerques liegt an der oberen Hem im Regionalen Naturpark Caps et Marais d’Opale, etwa 22 Kilometer südsüdöstlich von Calais und 23 Kilometer westnordwestlich von Saint-Omer. Nachbargemeinden von Clerques sind Landrethun-lès-Ardres im Nordwesten und Norden, Louches im Norden und Nordosten, Tournehem-sur-la-Hem im Osten, Bonningues-lès-Ardres im Osten und Südosten, Audrehem im Süden sowie Licques im Westen.

## Bevölkerungsentwicklung
| Jahr                       | 1962 | 1968 | 1975 | 1982 | 1990 | 1999 | 2006 | 2013 | 2022 |
| Einwohner                  | 188  | 186  | 180  | 209  | 215  | 213  | 254  | 296  | 314  |
| Quellen: Cassini und INSEE |      |      |      |      |      |      |      |      |      |

## Sehenswürdigkeiten

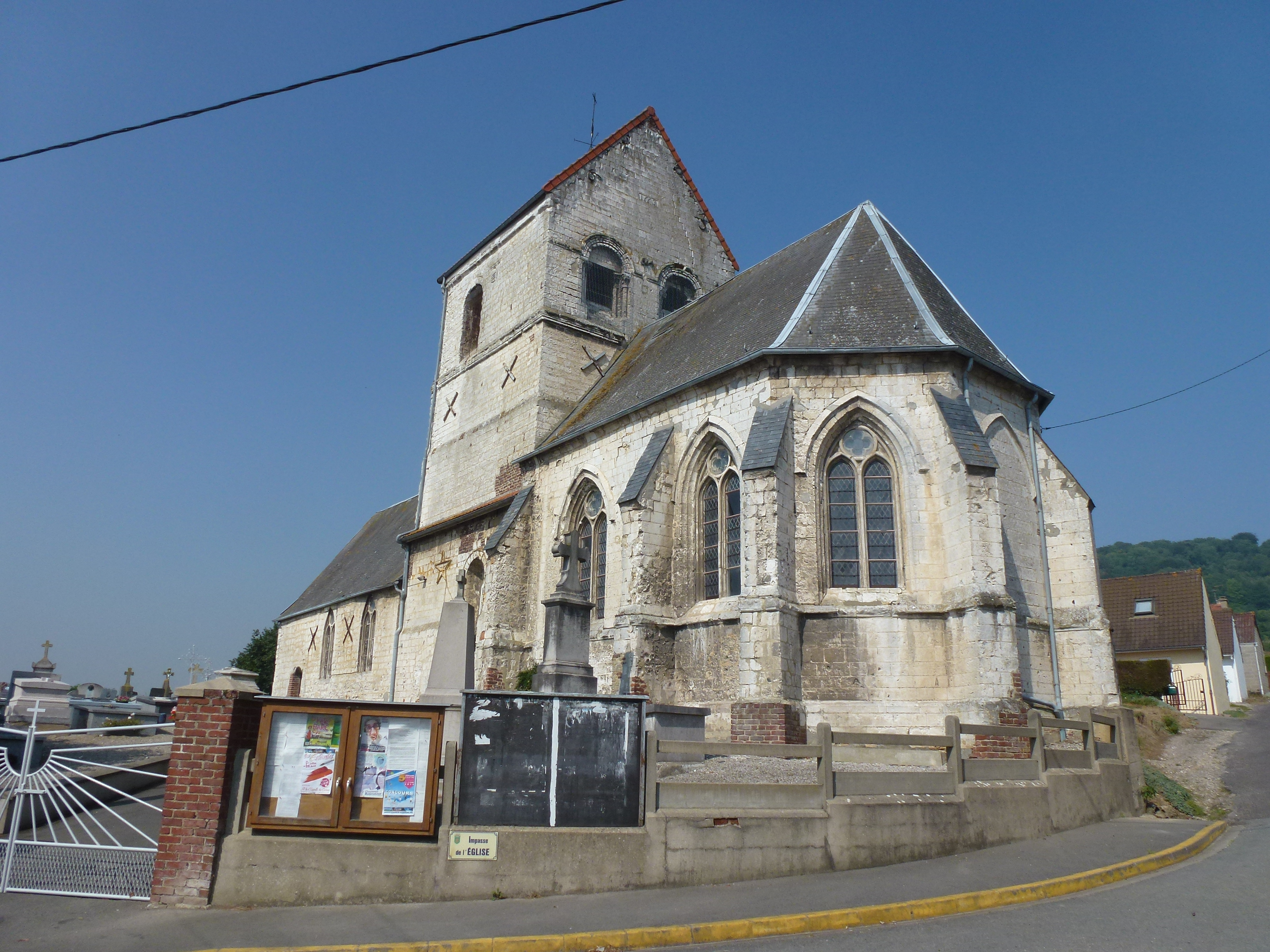
Kirche Saint-Barthélémy
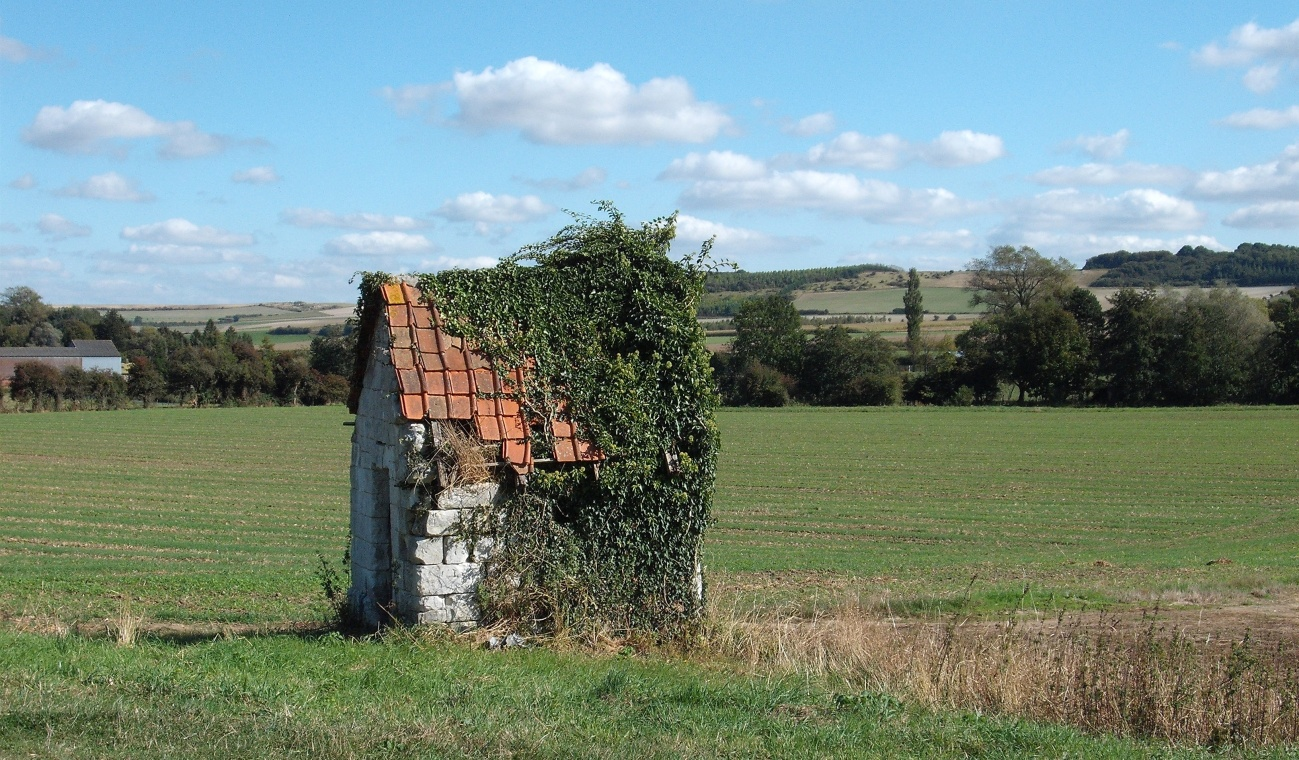
Ehemalige Kapelle Cousinette
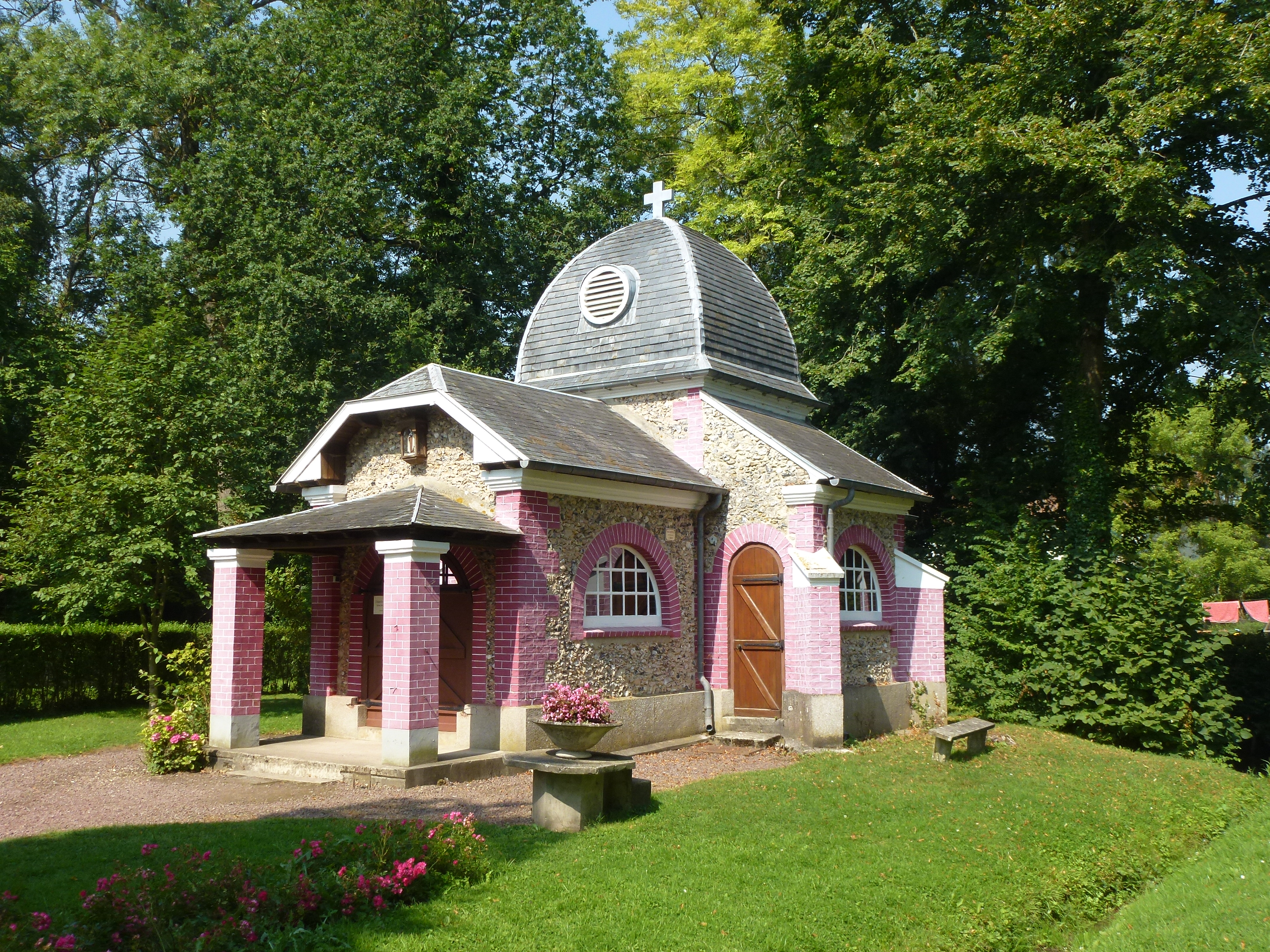
Kapelle >Sainte-Thérèse im Ortsteil Audinfort
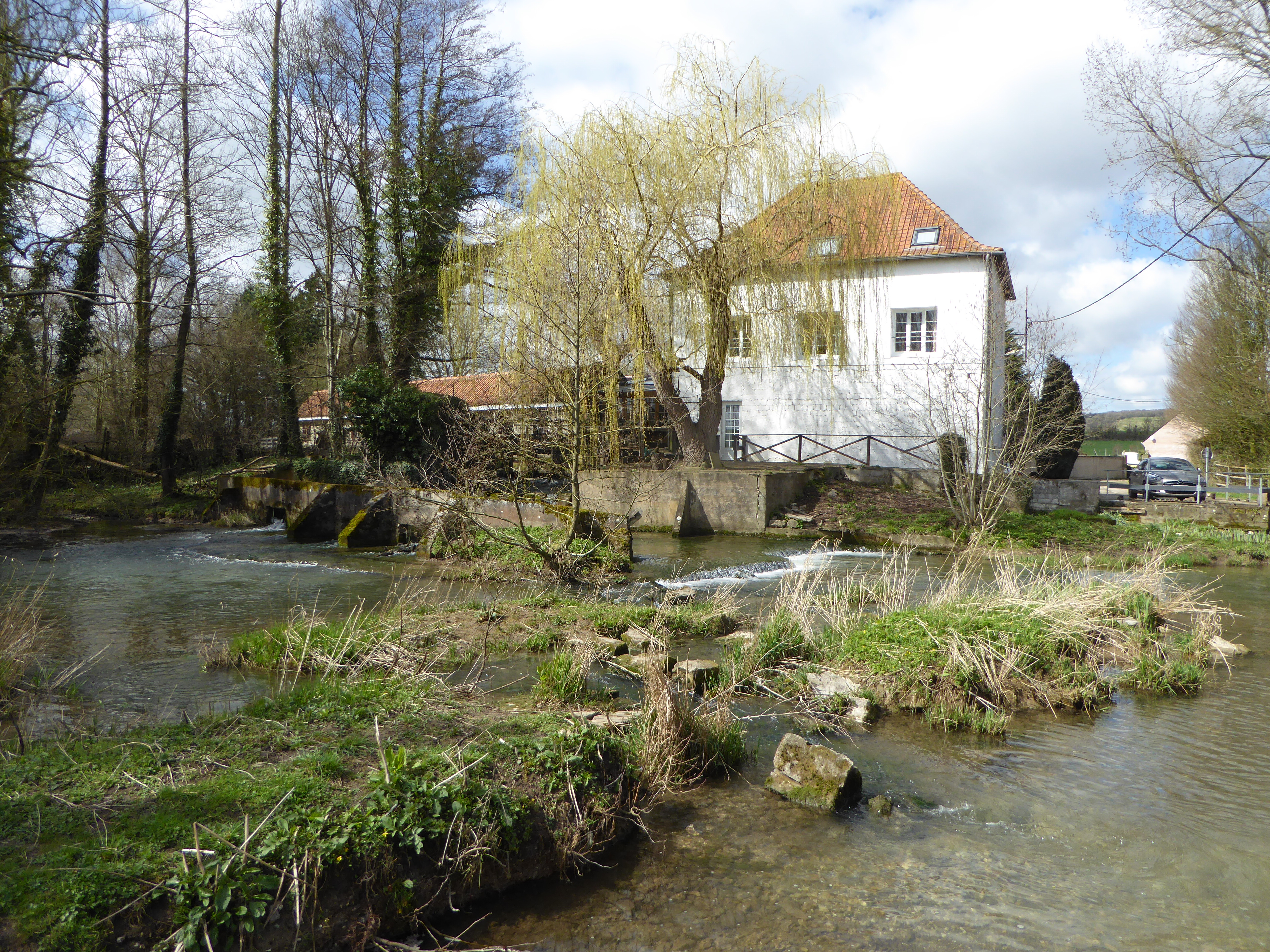
Wassermühle an der Hem
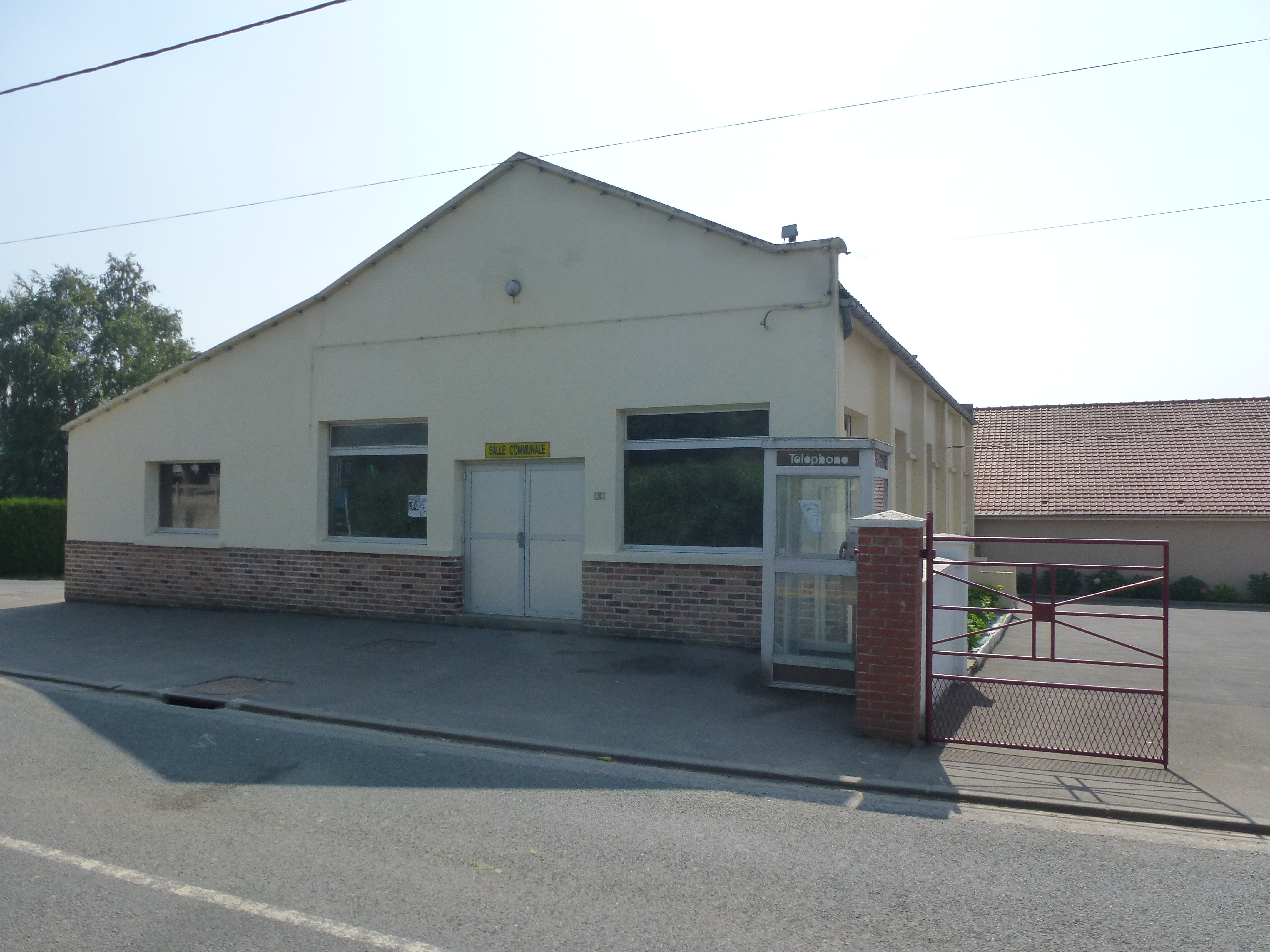
Gemeindefesthalle
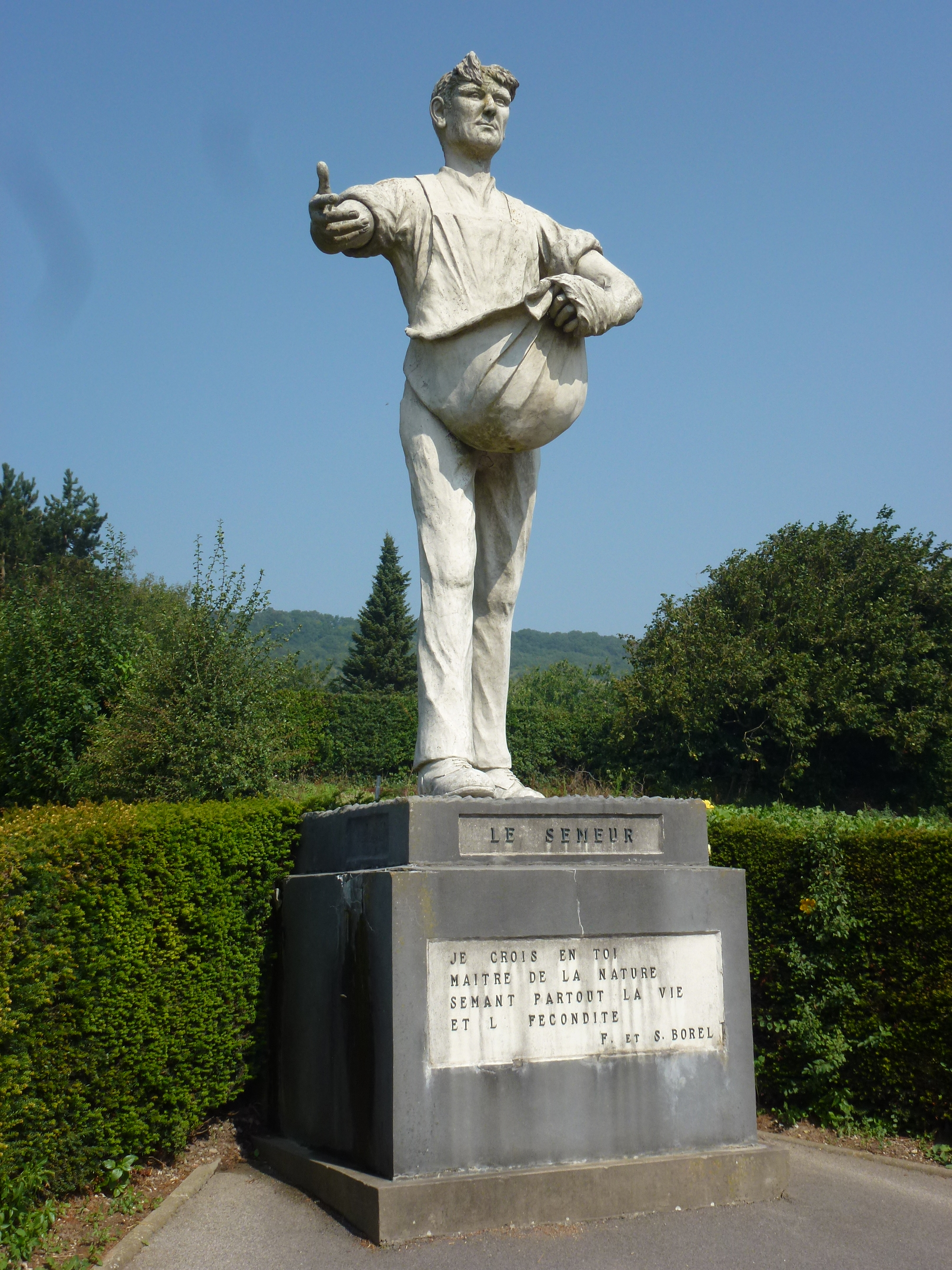
Sämann-Statue
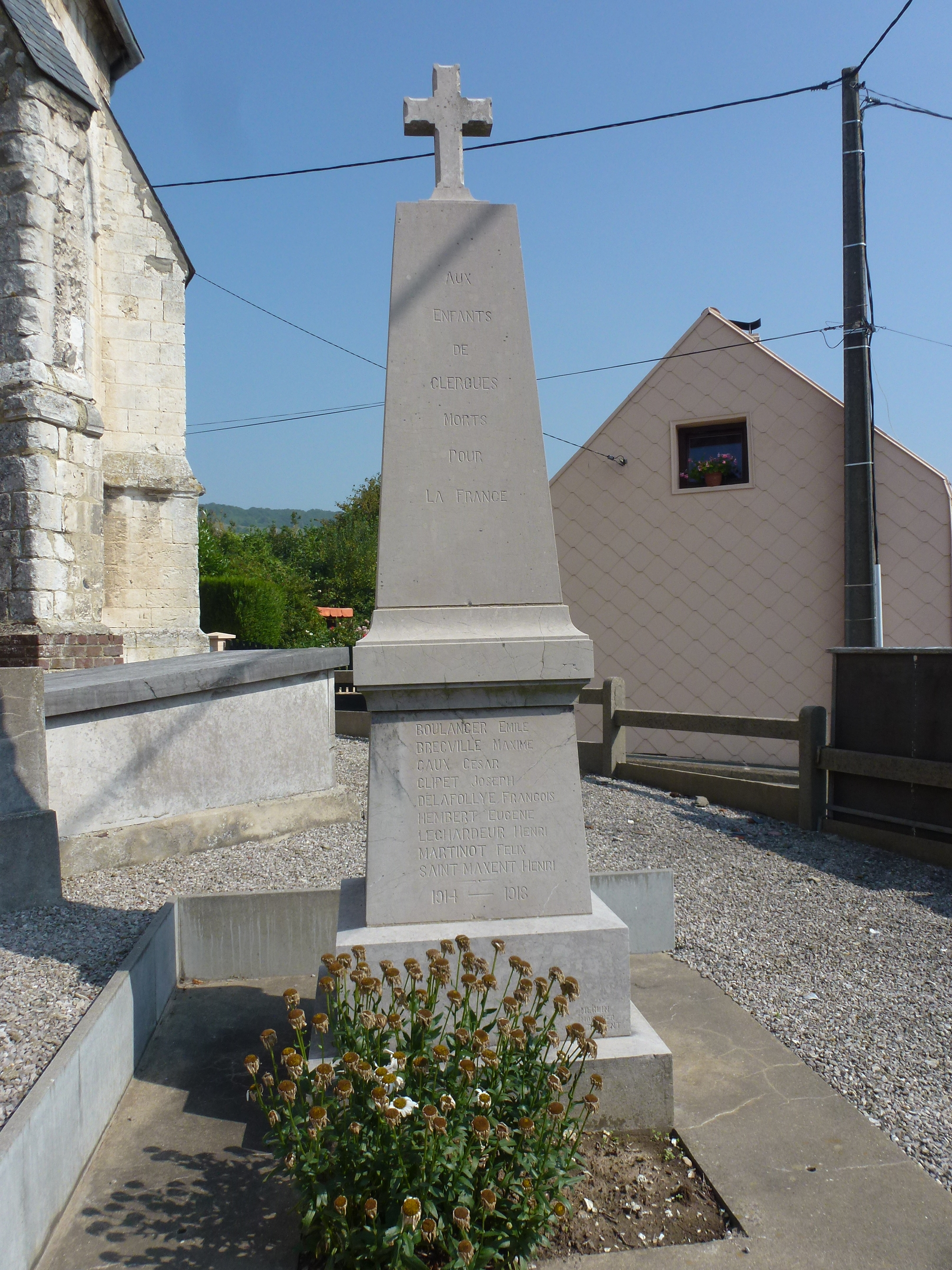
Gefallenendenkmal

- alte Wassermühle

- Kirche Saint-Barthélémy
- Ehemalige Kapelle Cousinette
- Kapelle >Sainte-Thérèse im Ortsteil Audinfort
- Wassermühle an der Hem
- Gemeindefesthalle
- Sämann-Statue
- Gefallenendenkmal

## Gemeindepartnerschaft
Mit der belgischen Ortschaft Klerken in der Gemeinde Houthulst besteht eine Partnerschaft.